# Yechiva de Ponevezh
La yechiva de Ponevezh, prononcé parfois yechiva de Ponevitch, (hébreu ישיבת פוניבז׳) est une yechiva de renommée internationale située à Bnei Brak en Israël. La yechiva compte aujourd'hui environ 1 700 étudiants et elle est très importante dans le judaïsme de rite lituanien contemporain.

## Histoire

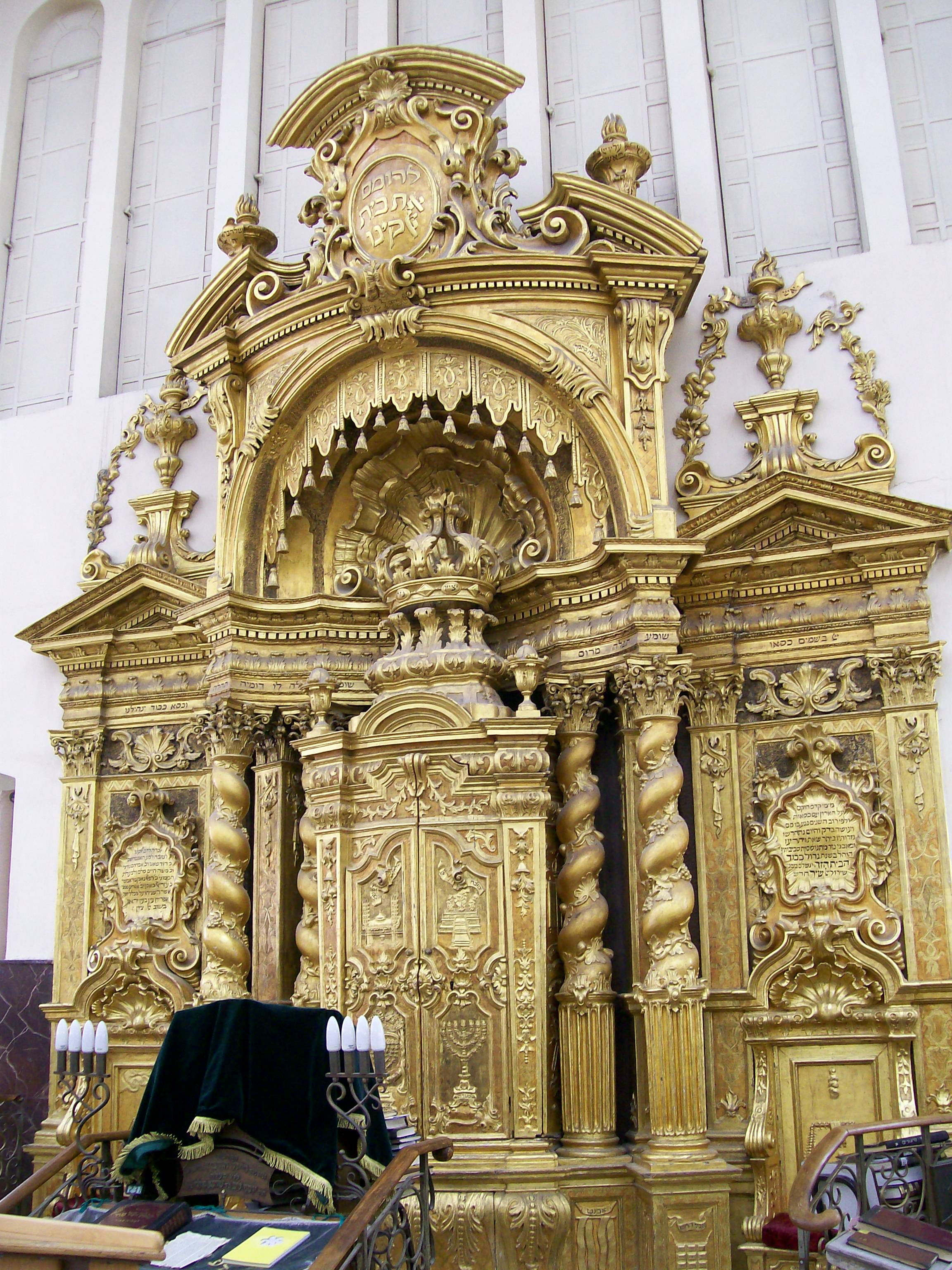
Arche sainte de l'établissement

Fondée à l'origine dans la ville lituanienne de Panevėžys, un très grand nombre d'étudiants sont assassinés au cours de la Shoah,. Elle est relancée en décembre 1943 par son dirigeant, le rabbin Yosef Shlomo Kahaneman, le "Ponovezher Rov" . 
Elle est ensuite dirigée par le rabbin Shmuel Rozovsky puis le rabbin Elazar Shach et Dovid Povarsky en tant que co-roshei yeshiva. En janvier 2007, ses dirigeants sont les Roshei Yeshiva, les rabbins Gershon Edelstein, Boruch Dov Povarski.

## Dissensions
Au cours des années 1990, un désaccord intervient entre Rabbi Shmuel Markovitz (époux d'une petite-fille du fondateur) et Rabbi Eliezer Kahaneman (petit-fils du fondateur) sur la gestion de l'établissement. Depuis, l'organisation est scindée en deux yeshivot partageant le même bâtiment.

## Enseignants célèbres
- Eliyahu Eliezer Dessler (1892-1953), Mashgia'h Rou'hani
- Yechezkel Levenstein (1895-1974), Mashgia'h Rou'hani, auteur de Or Yechezkel
- Elazar Menachem Man Shach (1898-2001), Rosh Yeshiva
- Dovid Povarsky, Rosh Yeshiva
- Chaim Friedlander Mashgiach
- Chaim Shloime Leibovitch (1931-2016), Rosh Yeshiva

## Elèves célèbres
- Dovid Rappaport
- Eliezer Wolff

On trouve un grand nombre d'érudits rabbiniques parmi les anciens étudiants de l'établissement. Notamment Israel Meir Lau, ancien grand-rabbin ashkénaze d'Israël.Rabbi Yaacov Toledano (1933-1996),fondateur de la Yeshiva Hazon Baroukh et de l'ecole Merkaz Hatorah au Raincy

## Ouvrage d'art
L'aron kodesh (l'arche sainte renfermant les rouleaux de Torah) est en bois d'Italie, et date du XVIe siècle. Installé au début des années 1980, il est plaqué de feuilles d'or.

## Institutions affiliées à la yechiva de Ponevezh
- Kollel Avreichim — pour les étudiants mariés.
- Yeshivat Ponevezh Le'zeirim — lycée de 200 étudiants. Anciennement dirigé par les rabbins Michel Yehuda Lefkowitz et Aharon Leib Shteinman.
- Batei Avot — établissement pour les enfants rescapés de la Shoah ou de foyers en difficultés.
- Grodno Yeshiva - Beer Yaakov — une Yeshiva dans la localité de Beer Yaakov.
- Grodno Yeshiva - Ashdod, dans la localité d'Ashdod, aussi appelée Ponevezh Ashdod